# Spathoglottis plicata
Spathoglottis plicata Blume, 1825 è una pianta appartenente alla famiglia delle Orchidacee (sottofamiglia Epidendroideae, tribù Collabieae).

## Distribuzione e habitat
La specie è diffusa in India, nel Sud Est Asiatico, nelle Filippine, in Malaysia, in Nuova Guinea, in Australia (Queensland nord-orientale), in Nuova Caledonia e nelle isole di Tonga e Samoa.